# Cratere Carreno
Carreno  è un cratere sulla superficie di Venere. Deve il suo nome alla pianista venezuelana Teresa Carreño.